# HPF
High Performance Fortran（有時簡稱：HPF）是一種程式語言，它延伸自Fortran 90程式語言，高效能Fortran是為了支援并行计算所創設的程式語言，它使用一種SIMD的運算型態，使運算工作能夠進行分拆，並以擴散方式發派到運算陣列中的各顆處理器上，以此達到高效能運算。
HPF有一種forall語法可以同時更新平行運算中的整組陣列派項，這項語法自Fortran 95之後開始具備，除此之外forall語法也提供建議（或稱：提示、指點），建議在平行運算系統中處理器間應如何協同工作。

## 外部連結
- 網際平行運算歸檔（Internet Parallel Computing Archive，IPCA）標準：Hpf的相關資訊（页面存档备份，存于） （英文）